# 小行星5271
小行星5271（英語：5271 Kaylamaya）是一颗围绕太阳公转的小行星。1979年6月25日，舒爾特·巴斯、埃莉諾·赫琳在赛丁泉山发现了此天体。
这颗小行星的绝对星等为55.01299213658421等。